# TCP/IP
 Тази статия е за Интернет модела.  За протокола вижте Internet Protocol.  
TCP/IP (на английски: Transmission Control Protocol / Internet Protocol) или още Семейство интернет протоколи (на английски: Internet protocol suite) е концептуален модел на семейство от протоколи за комуникация между компютрите, който се използва в интернет и в почти всички други съвременни компютърни мрежи. Този модел се състои от много протоколи, но тъй като ключова роля имат протоколите TCP и IP, името се определя от тях. Моделът TCP/IP е създаден през 1980 г. заради необходимостта от единен начин за комуникация между компютрите, като по този начин предоставя възможност мрежите да бъдат свързвани помежду си. В модела TCP/IP информацията се пренася под формата на пакети. Всеки пакет се състои от 2 части – заглавна част или още заглавка (от английски: header) и данни. Често е наричан интернет модел, а в ранните години на интернет и DoD модел, тъй като разработването на мрежовия модел е финансирано от DARPA, агенция на Министерство на отбраната на САЩ.

## Протоколни слоеве в TCP/IP
Моделът TCP/IP се състои от протоколи, които са групирани на базата на предназначението си в 4 „слоя“:
- Приложен слой (Application layer)
- Транспортен слой (Transport layer)
- Мрежови слой (Network/Internet layer)
- Канален слой (Physical layer)

По същество пакетът комуникациони протоколи TCP/IP е практическото приложение на абстракцията OSI модел. Така че можем да съпоставим слоевете от TCP/IP модела със слоевете на OSI модела.
Моделът TCP/IP има следните слоеве:
|   | OSI          | TCP/IP      |                      |
| 7 | Application  | Application | HTTP, FTP            |
| 6 | Presentation | Application | ASCII, Unicode       |
| 5 | Session      | Application | DNS, SSL             |
| 4 | Transport    | Transport   | TCP, UDP, RTP, SCTP  |
| 3 | Network      | Network     | IP, ICMP, IGMP       |
| 2 | Data Link    | Physical    | Ethernet, Token ring |
| 1 | Physical     | Physical    | T1, E1               |
|   |              |             |                      |

## Канален слой
Той е комбинация между каналния и физичния слой на OSI модела.

Протоколи: ARP, MAC, NDP и др.

## Мрежови слой
Чрез мрежовия слой пакетът достига до желаното място.

Протоколи: IP, ICMP, IPsec и др.

## Транспортен слой
Транспортният слой отговаря за начина на транспортиране на информацията – обикновено тя трябва да бъде разделена на малки части, за да може да бъде пренесена по мрежата.

Протоколи: TCP, UDP, SCTP и др.

## Приложен слой
Приложният слой отговаря за съхраняването на данните, които са специфични за определен приложен софтуер.

Протоколи: HTTP, FTP, DNS, IRC, IMAP, SMTP, POP3, TLS/SSL, SSH, Telnet и много други